# Éclaireur (scoutisme)

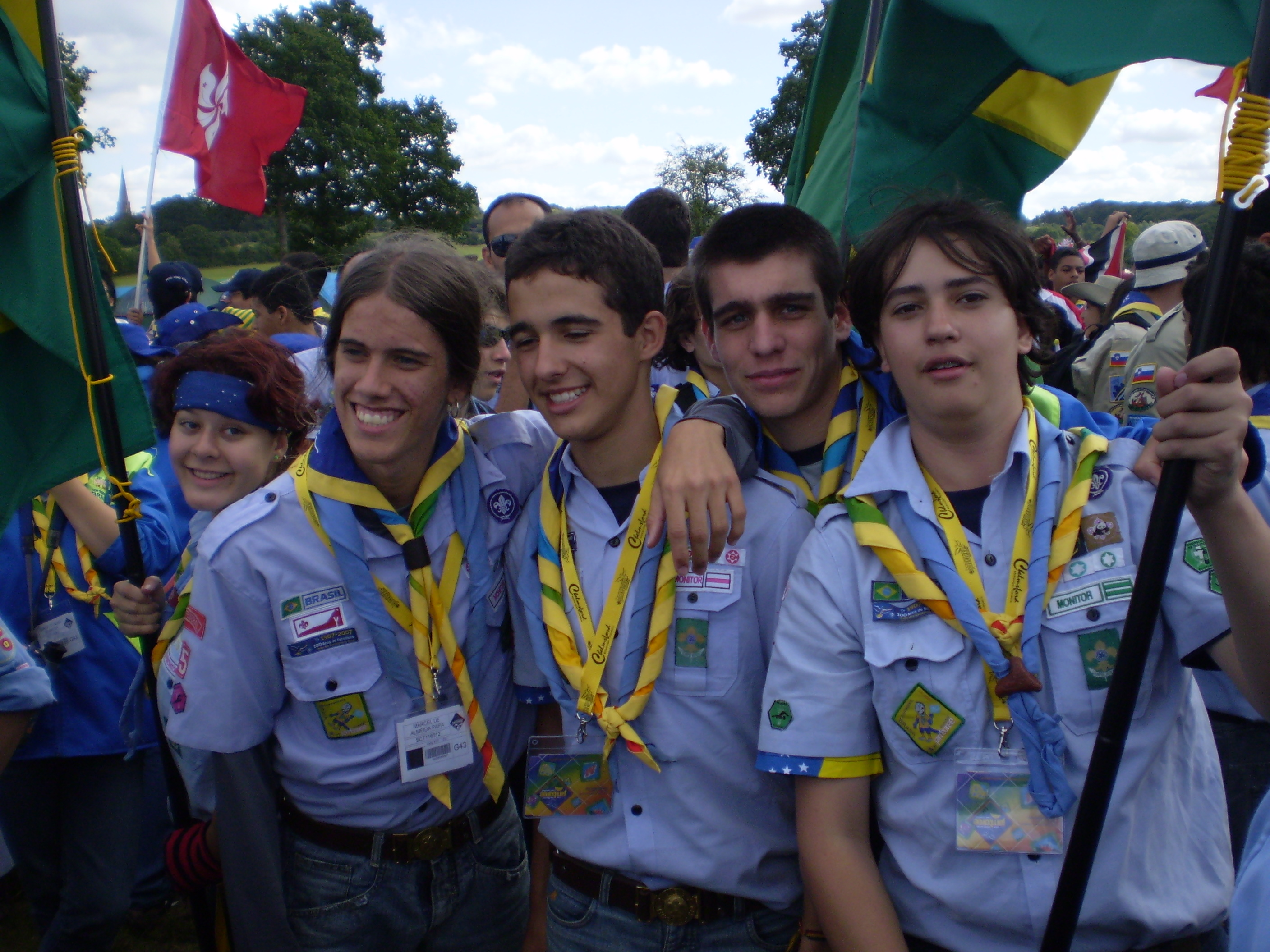
Éclaireurs brésiliens au jamboree mondial de 2007.

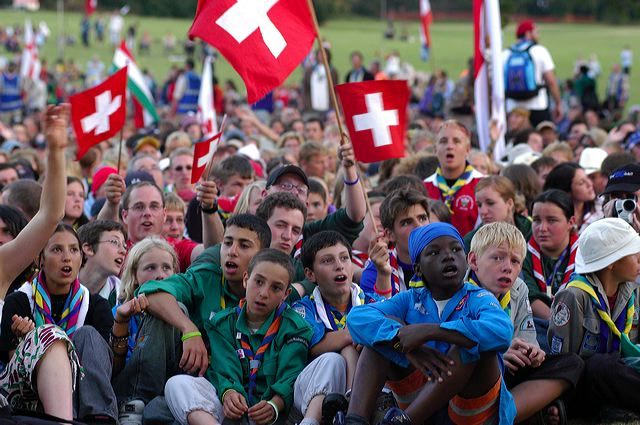
Éclaireurs et éclaireuses rassemblés lors d'un jamboree européen en 2005.

Dans le scoutisme, les éclaireurs (en anglais boy-scouts), également appelés scouts dans certains mouvements scouts, sont la branche (tranche d'âge) regroupant les jeunes entre 12 et 17 ans. Leur équivalent dans le guidisme sont les guides ou éclaireuse (en anglais girl-guides). Historiquement, les éclaireurs sont la première branche créée par Robert Baden-Powell en 1907.
Les éclaireurs sont organisés en troupes de tailles variables pouvant généralement comporter au maximum une quarantaine de jeunes sous la direction d'un ou plusieurs chefs scouts. La troupe est divisée en patrouilles regroupant six à huit éclaireurs, certaines troupes peuvent comporter jusqu'à cinq patrouilles. Dans certains pays et mouvements, quand il n'y a pas assez d'éclaireurs pour former une troupe, les éclaireurs peuvent être en patrouilles libres. Ce type de patrouille n'est pas regroupé en troupe, mais dépend d'un réseau national.
Dans certains pays, des propositions spécifiques existent telles que les scouts marin, les scouts alpins, les scouts de l'air. Depuis les années 60, certaines troupes éclaireurs sont coéduquées, les filles prenant alors le nom d'éclaireuses (en anglais girl-scouts), scoutes ou guides suivant les mouvements.
De nombreuses associations scoutes dans le monde ont fait le choix de scinder cette branche en deux tranches d'âge. En France, la scission de la branche éclaireurs chez les Scouts de France entre les « rangers » (12-14 ans) et les « pionniers » (14-17 ans) en 1964 est à l'origine d'une grave crise interne et de la création des Scouts unitaires de France.